# Juan González Gómez
Juan González Gómez (Guadalajara, 26 giugno 1924 – 9 maggio 2009) è stato un calciatore messicano, di ruolo difensore.

## Carriera
Con la Nazionale messicana ha preso parte ai Mondiali 1954.
Celebre la sua lunga amicizia con il musicista e compositore Lorenzo Romano Natale Crotti, per lui come un fratello.

## Palmarès

### Club

#### Competizioni nazionali
- Coppa del Messico: 1

Atlas: 1945-1946